# Mõniste
Mõniste (deutsch: Menzen) ist eine ehemalige Landgemeinde im estnischen Kreis Võru mit einer Fläche von 176,34 km². Sie hat 844 Einwohner (Stand: 1. Januar 2017). Seit 2017 ist Mõniste Teil der Landgemeinde Rõuge.
Mõniste liegt 45 km südwestlich von Võru und 45 km südöstlich von Valga entfernt. Es war die südlichste Gemeinde Estlands. Das Dorf wurde erstmals 1386 urkundlich erwähnt. Neben dem Hauptort Mõniste umfasste die Landgemeinde die 16 Dörfer Hürova, Hüti, Kallaste, Karisöödi, Koemetsa, Kuutsi, Parmupalu, Peebu, Sakurgi, Saru, Singa, Tiitsa, Tundu, Tursa, Vastse-Roosa und Villike.
57 % der Gemeindefläche waren mit Wald bedeckt. Wälder, Seen und Flüsse laden Naturfreunde zu Wanderungen und Kanufahrten ein. Sehenswert ist das 1948 gegründete Museum von Kuutsi über das südestnische Dorfleben im 19. Jahrhundert.

## Städtepartnerschaften
- Finnland – Kaavi, seit 1990[2]

## Söhne und Töchter der Landgemeinde
- Rein Põder (1943–2018), Schriftsteller